# Chitvåfördelning

Chitvåfördelningens täthetsfunktion för olika eller k på bilden.

Chitvåfördelning alternativt chikvadratfördelning, χ²-fördelning, är inom matematisk statistik en kontinuerlig sannolikhetsfördelning med täthetsfunktionen
{\displaystyle f(x)={1 \over {2^{\nu /2}\Gamma (\nu /2)}}e^{-x/2}x^{\nu /2-1},\quad x\geq 0,\ \nu \in \mathbb {N} ,}
där ν är antalet frihetsgrader. Väntevärdet E(X) och variansen V(X) ges av
{\displaystyle E(X)={\nu },}
{\displaystyle V(X)={2\nu }.}

## Chi-två-test
Ett Chi-två-test [çi:’-], chitvå-test eller {\displaystyle \chi ^{2}}-test, är en matematiskt statistisk metod inom hypotesprövning som utvecklats för att analysera data då variabler har ordinalskala eller nominalskala. Vid ett chi-två-test prövar man om frekvenserna av ett antal olika utfall liknar hypotesen om en viss sannolikhetsfördelning. Efter utförandet av det statistiska testet skall nollhypotesen förkastas eller ej förkastas enligt reglerna om matematisk induktion. 
Chi-två-test bygger alltid på jämförelsen mellan observerade frekvenser och förväntade frekvenser, där en förväntad frekvens är den frekvensen vi kan förvänta oss om den hypotes vi vill pröva är sann. Om hypotesen är sann bör observerad och förväntad frekvens vara nästintill lika, detta innebär att om vi kvadrerar differensen av observerad och förväntad frekvens får vi ett litet tal. Chi-två-fördelningen har parametern ν, där ν representerar antalet frihetsgrader och där frihetsgraderna bestäms av antalet kategorier och populationer. 

### Goodness of fit-test
Ett Goodness of fit-test mäter avvikelsen mellan teoretisk och observerad fördelning, inom statistiken testas oftast detta med ett chi-två-test.

#### Karl Pearsons chi-två-test
Nedan följer ett exempel över Karl Pearsons chi-två-test.
{\displaystyle \chi ^{2}=\sum _{i=1}^{n}{{\frac {(O_{i}-E_{i})}{E_{i}}}^{2}}}
där:
{\displaystyle O_{i}} = är en observerad frekvens för den {\displaystyle i}:e binomialfördelade stokastiska variabeln.
{\displaystyle E_{i}} = är en förväntad frekvens för den {\displaystyle i}:e binomialfördelade stokastiska variabeln, bestämd av nollhypotesen.
Se figur 1. Vi testar en sexsidig tärnings symmetri och kastar tärningen 120 gånger. Hypotesen är att sannolikheten att vi får en av sidorna är 1/6, det förväntade värdet på 120 kast blir då 
120/6 = 20. För att pröva hypotesen utnyttjar vi Pearsons chi-två-test.
| Ögon  | {\displaystyle O_{i}} | {\displaystyle E_{i}} | {\displaystyle (O_{i}-E_{i})^{2}} | {\displaystyle {{\frac {(O_{i}-E_{i})}{E_{i}}}^{2}}} |
| ----- | --------------------- | --------------------- | --------------------------------- | ---------------------------------------------------- |
| 1     | 18                    | 20                    | 4                                 | 4/20                                                 |
| 2     | 23                    | 20                    | 9                                 | 9/20                                                 |
| 3     | 16                    | 20                    | 16                                | 16/20                                                |
| 4     | 21                    | 20                    | 1                                 | 1/20                                                 |
| 5     | 18                    | 20                    | 4                                 | 4/20                                                 |
| 6     | 24                    | 20                    | 16                                | 16/20                                                |
| Summa | 120                   | 120                   |                                   | 50/20=2,5                                            |

Värdet på χ² är här 2.5. Vi testar på signifikansnivån α=0.05 där antalet frihetsgrader är antalet kategorier minus ett, alltså 5. En tabell över chi-två-fördelningen visar att det kritiska värdet vid signifikansnivån 0.05 och frihetsgradantal 5 är 11.07. Eftersom värdet på χ² är mindre än det kritiska värdet kan vi ej förkasta hypotesen om symmetri och vi kan inte påvisa att tärningen är skev.